# チセヌプリ
チセヌプリは、北海道岩内郡共和町と磯谷郡蘭越町とにまたがる標高1,134.2 mの火山である。ニセコ連峰東山系に位置し、ニセコ積丹小樽海岸国定公園内にある。二等三角点（点名「袴腰」）が設置されている。

## 概要

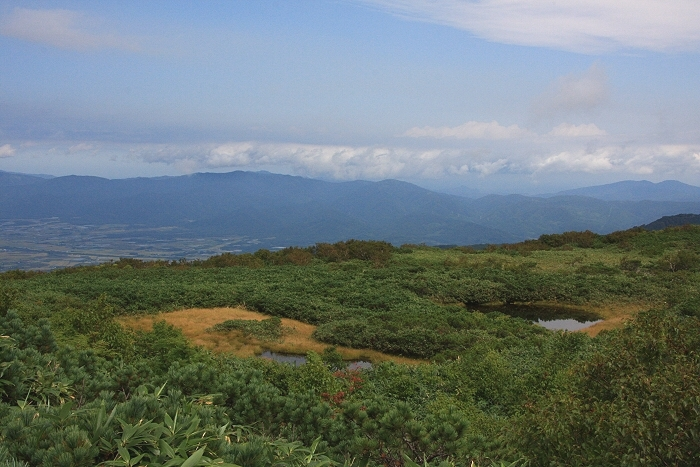
チセヌプリ山頂の小沼

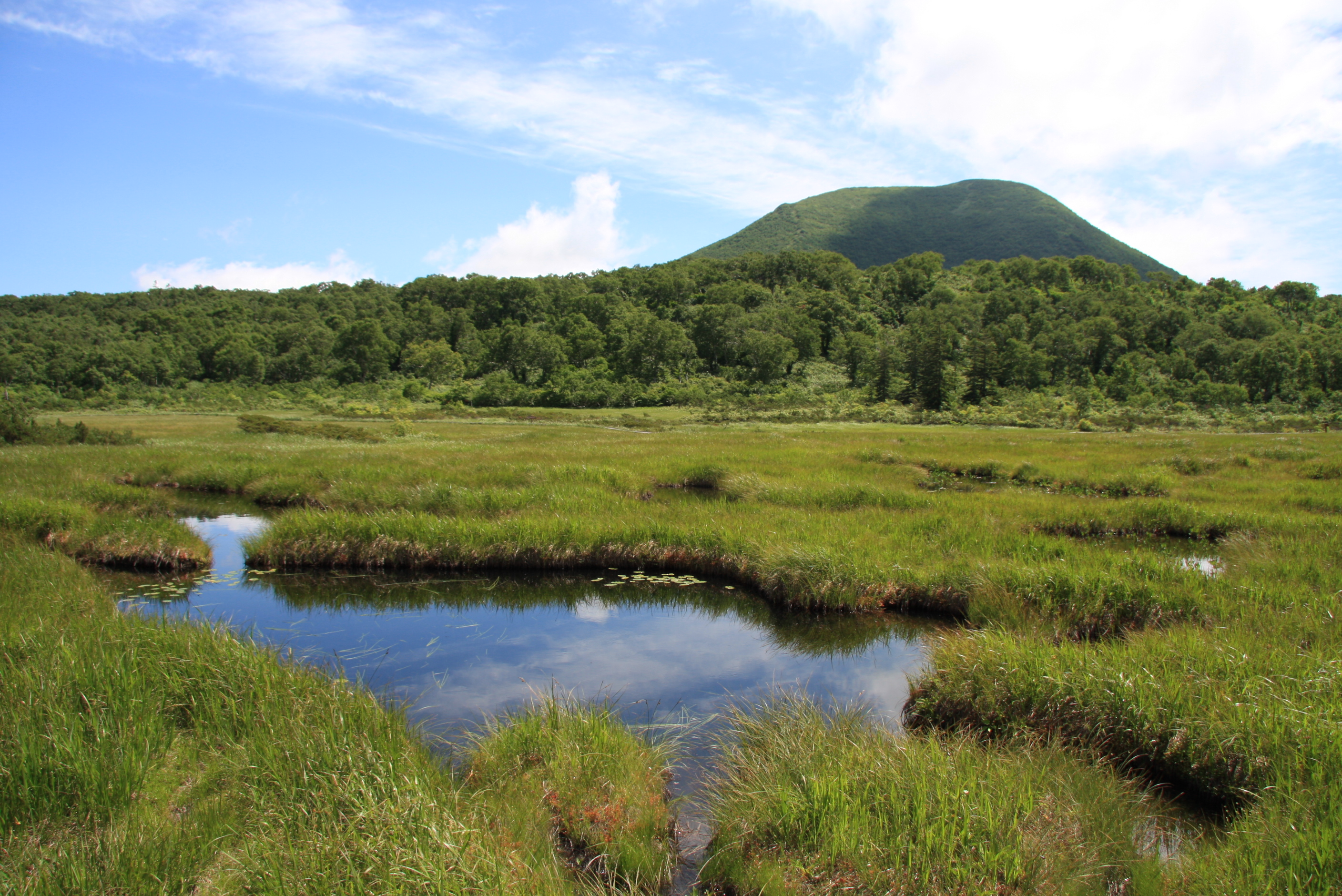
神仙沼湿原より望むチセヌプリ

浅い頂上火口底に高層湿原と小沼の点在する火山である。また北面に位置する溶岩台地に高層湿原の神仙沼湿原も擁する。山名「チセ・ヌプリ（cise-nupuri）」はアイヌ語で「チセ（アイヌの伝統家屋）の形をした山」を意味する。南麓にチセヌプリ付近を給源とする湯の里岩屑なだれ堆積物が分布しているが、対応する崩壊地形は見いだせない。

## 近隣の山
- ワイスホルン (1,045.8 m)
- イワオヌプリ (1,116 m)
- ニトヌプリ (1,080 m)
- シャクナゲ岳 (1,074 m)